# میلتون راس
میلتون راس (انگلیسی: Milton Ross، ‏ ۲ دسامبر ۱۸۷۶ – ۵ سپتامبر ۱۹۴۱) بازیگر اهل ایالات متحده آمریکا بود.
از فیلم‌هایی که وی در آن‌ها نقش داشته‌است، می‌توان به نقاب سرنوشت، تاوان و زن و بازیچه او اشاره نمود.